# Список заслуженных тренеров СССР (стендовая стрельба и стрельба из лука)
Почётное спортивное звание, присваивалось в 1956—1992 годах.
В данный список включены персоналии, получившие звание «заслуженный тренер СССР» за спортивные достижения своих воспитанников в стендовой стрельбе и стрельбе из лука.
| 1956 год |                               |            |                         |                           |        |        |  |
| 1        | Макеев Владимир Васильевич    | 04.08.1956 |                         | Стендовая стрельба        | Москва |        |  |
| 2        | Шинкаренко Пётр Моисеевич     | 04.08.1956 |                         | Стендовая стрельба        | Москва |        |  |
| 1957 год |                               |            |                         |                           |        |        |  |
| 1        | Богдасаров С. Н.              | ??.02.1957 |                         | Стендовая стрельба        | Баку   |        |  |
| 2        | Губернаторов П. Г.            | ??.02.1957 |                         | Стендовая стрельба        | Одесса | ДОСААФ |  |
| 1959 год |                               |            |                         |                           |        |        |  |
| 1        | Рыбин Аркадий Иванович        | ??.03.1959 | 28.02.1888 — ??.??.???? | Стендовая стрельба        | Москва |        |  |
| 1960 год |                               |            |                         |                           |        |        |  |
| 1        | Покровский Николай Дмитриевич | ??.12.1960 | ??.??.1913 — ??.??.???? | Стрелково-охотничий спорт | Москва |        |  |

## 1972
- Рочинский К. Е.

## 1973
- Балов, Арсен Шугаипович ?-1996 (стрельба из лука)

## 1974
- Хускивадзе, Михаил Кронидович

## 1975
- Мачханели, Зураб Георгиевич 1923

## 1976
- Джашиашвили, Шалва Леванович (стрельба из лука)

## 1978
- Гурвич, Семен Исаакович
- Шипигусев, Александр Иванович

## 1980
- Николаев, Александр Николаевич (стрельба из лука)

## 1982
- Асанов, Алексей Андреевич
- Леикишвили, Тамаз Парменович
- Петров, Евгений Александрович

## 1984
- Дабаев, Мэлс Юндунович (стрельба из лука)
- Джафаров Х. Ю.
- Каспаров, Григорий Аванесович 1937 (стрельба из лука)
- Сеничев, Павел Васильевич
- Яруллин, Султан Сунгатуллович

## 1986
- Авдеева, Ольга Сергеевна 6.10.1943 (стрельба из лука)

## 1990
- Морозов, Валентин Ефимович 18.08.1945 — 04.06.2012 (стрельба из лука)[5]

## неизв
- Яриков В. И.